# Aeolipile

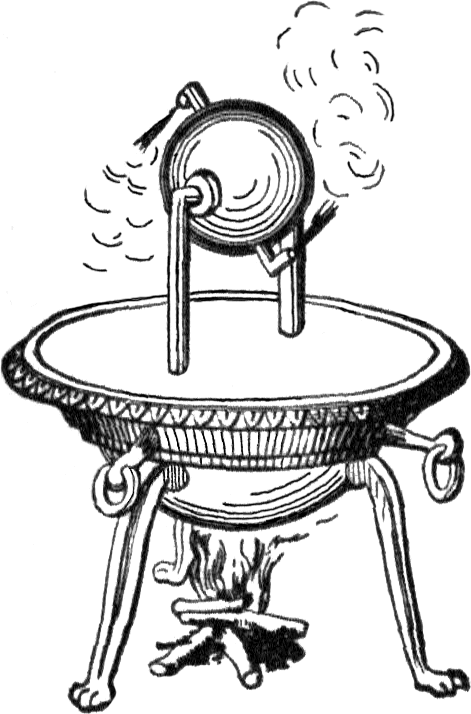
De klassieke aeolipile zoals beschreven door Heron van Alexandrië

De aeolipile is het vroegst bekende voorbeeld van een stoommachine, uitgevonden door Heron van Alexandrië in de 1e eeuw. De naam is afgeleid van Aeolos (Oudgrieks: Αἴολος) de Griekse god van de wind en  het Latijnse woord pila wat 'bal' betekent (gebaseerd op de bolvormige drukkamer). Aeolipile betekent dus letterlijk "de bal van Aeolos". Heron van Alexandrië heeft deze naam echter nooit aan zijn uitvinding gegeven.

## Werking

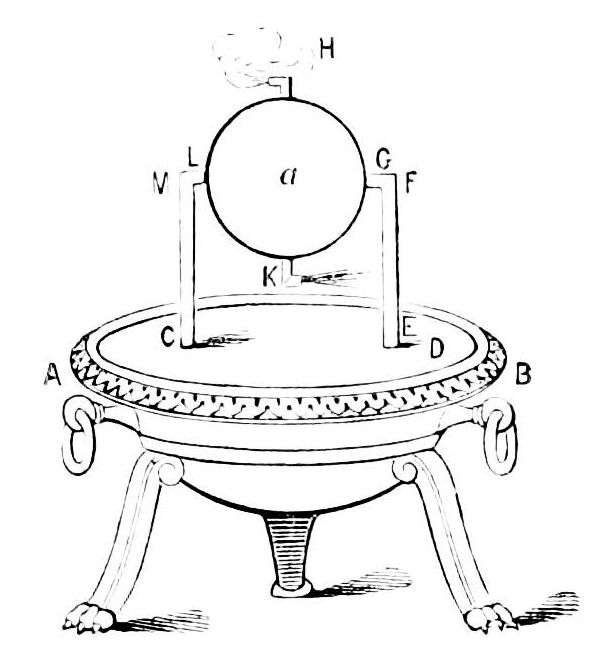
De klassieke aeolipile met aanduiding van de verschillende componenten

Animatie van de werking van een aeolipile

Een aeolipile wordt gekenmerkt als een luchtdichte bolvormige kamer die middels de energie van een warmtebron tot draaien komt. Onder de bol zit een waterreservoir (AB) met deksel (D) die via gebogen buizen (EFG & CML) in verbinding staat met de bol (a). Door de opwarming van het water in het reservoir ontstaat er stoom, welke via deze gebogen buizen (die tevens fungeren als as) opstijgt naar de bol. Eenmaal in de bol ontsnapt de stoom via twee op de bol aanwezige, diametraal tegenover elkaar staande buisjes (H & K). De uiteinden van deze buisjes staan in tegenovergestelde richting. Door de stuwkracht die ontstaat als de stoom de buisjes verlaat, start de bol met draaien en ontwikkelt torsie.
Hiermee is de aeolipile naast het vroegste voorbeeld van een stoommachine ook een zeer vroeg voorbeeld van hoe de derde wet van Newton praktisch kan worden toegepast. De aeolipile is in feite een  primitieve versie van de raketmotor.

## Originaliteit
In zijn bespreking over hoe er rekening gehouden moet worden met de wind ten aanzien van de plaatsing van huizen, beschrijft de Romeinse architect Vitruvius een experiment met een aeolipile. Ruim een eeuw eerder dan Heron van Alexandrië. Vitruvius' verhandeling over de aeolipile verschilt met die van Heron van Alexandrië omdat Vitruvius de aeolipile alleen bij naam noemt en louter als een metafoor voor het weer gebruikt. Heron van Alexandrië geeft daarentegen een uitgebreide beschrijving van de werking en bouw van een aeolipile.
Dit is dan ook de reden dat de uitvinding van de aeolipile over het algemeen wordt toegeschreven aan Heron van Alexandrië. Net zoals dat er in de Grieks-Romeinse literatuur en antieke filosofie een trend te zien is waarbij auteurs op elkaar voortbouwen, is bij de uitvinders in deze periode een soortgelijke trend aanwezig. Het is dan ook zeer aannemelijk dat Heron van Alexandrië  met zijn beschrijving van de aeolipile - naast Vitruvius - voortbouwde op eerdere ideeën van o.a. Archimedes, Ktesibios van Alexandrië, Hippocrates en Philon van Byzantium.

## Praktische toepasbaarheid

### Praktisch potentieel
Op het eerste oog lijkt de aeolipile een legio aan mogelijkheden te bieden wat betreft automatisering. Zeker gezien het feit dat stoommachines pas prominent werden ten tijde van de industriële revolutie, lijkt de aeolipile een uitvinding die zijn tijd ver vooruit was. Archeoloog Kevin Greene noemt de aeolipile dan ook een voorbeeld van de incompetentie binnen de antieke wereld om technologische innovatie ten volle te benutten. De filosoof Robert Brumbaugh stelt zelfs dat er geen enkele uitvinding is geweest waarvan het potentieel zo ondergewaardeerd is als bij de aeolipile.

### Kritiek
In zijn boek Engineering in the Ancient World bestrijdt classicus John Gray Landels het idee dat de aeolipile een veelbelovend potentieel had. Landels noemt het een onmogelijke compromis om met de toen beschikbare technologie enerzijds de luchtdichtheid van de bol te waarborgen en anderzijds de frictie tussen de bol en de as minimaal te houden. In hedendaagse reconstructies van de aeolipile is het hoogst behaalde toerental 1500 RPM. Heron van Alexandrië zou hiermee wel de uitvinder geweest zijn van het in die tijd snelst draaiende object. Desalniettemin is de aeolipile te inefficiënt om van praktisch nut te kunnen zijn geweest.
Ook het feit dat Heron van Alexandrië in zijn ontwerp heeft gekozen voor een bol in plaats van bijvoorbeeld een cilinder is een bemoeilijkende factor in het praktisch toepasbaar maken van de aeolipile, ondanks dat hij bij andere uitvindingen wel gebruikmaakt van deze techniek (bijvoorbeeld bij zijn windmolen). Dit pleit voor het idee dat de aeolipile niet bedoeld was als praktisch hulpmiddel.

## Doel
Het meest aannemelijk lijkt dat de aeolipile bedoeld was om te dienen als demonstratief instrument ten behoeve van natuurwetenschappelijke theorieën. Er zijn voornamelijk aanwijzingen dat de aeolipile bedoeld was om kritiek te leveren op Aristoteles' fysica. Aristoteles verdedigde het idee dat het noodzakelijk is, voor een object om in beweging te komen, dat het zich afzet tegen iets dat niet beweegt en dus weerstand biedt.
De aeolipile vormt dus een tegenvoorbeeld van Aristoteles' theorie, omdat afgezien van de as waar de bal op rust, de aeoplile geen externe onbewegende weerstand behoeft om in beweging te komen. Het is daarom zeer aannemelijk dat de aeoliplile door Heron van Alexandrië is uitgevonden met als doel het demonstreren van Aristoteles' ongelijk wat betreft de voorwaarde voor beweging.

## Receptie van deaeolipile
- De Duitse Astronoom Regiomontanus stuitte op het hoogtepunt van de Italiaanse renaissance (1491), tijdens een bezoek aan Italië, op een Oudgrieks manuscript van Heron van Alexandrië's Pneumatica. Hij vertaalde het en legde zo de basis voor de heropleving van de  de kennis over de aeolipile in Europa.[15]
- Leonardo da Vinci zou de aeolipile hebben aangehaald als een ideaal instrument voor het aandrijven van een braadspit.[16]
- De Spaanse zeeman Blasco de Garay zou in 1543 een uitvinding hebben geclaimd waarmee boten zich zonder hulp van de wind konden verplaatsen. De uitvinding die Blasco beschrijft is in feite een aeolipile met minieme aanpassingen.[17]